# خروجی کلیسای ساراگوسا
خروجی کلیسای ساراگوسا (اسپانیایی: Salida de la misa de doce de la Iglesia del Pilar de Zaragoza‎) یک فیلم مستند و صامت ساخته ادواردو خیمنو در سال ۱۸۹۶ میلادی است.